# Арінто

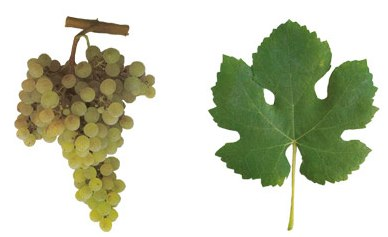
Арінто

Арінто або Арінту (порт. Arinto) — португальський технічний сорт білого винограду. 

## Розповсюдження
Арінто вирощуються по всій території Португалії, але найбільші площі займає навколо Лісабону, у виноробних регіонах Рібатежу, Бейррада, Букелас, Алентежу та Віньо Верде, де він має назву Педерна (порт. Pedernã).

## Характеристики сорту
Лист розсічений, п'ятилопатевий. Гроно конічне, з «крилами».

## Характеристики вина
Завдяки здатності Арінто зберігати кислотність навіть у спекотному португальському кліматі його додають у купажі для покращення якостей інших білих сортів винограду. Але крім купажних вин іноді з Арінто виробляють і моносортові вина. Вина з нього мають виражену кислотність, гарну мінеральну складову, аромат лимона та грейпфруту. Вживаються зазвичай молодими, деякі екземпляри мають гарний потенціал для витримки. Гарно поєднуються зі стравами з овочів та морепродуктів..